# Vasile-Cristian Lungu
Vasile-Cristian Lungu (n. 22 septembrie 1979, Almașu, România) este un senator român, ales în 2016. 